# Обесчещенная леди
«Обесчещенная женщина» (англ. Dishonored Lady), также известный как «Грехи Мадлен» (англ. Sins of Madeleine) — фильм нуар режиссёра Роберта Стивенсона, который вышел на экраны в 1947 году.
В основу фильма положена пьеса «Обесчещенная женщина» (1930), которую написали Эдвард Шелдон (англ.  Edward Sheldon) и Маргарет Айер Барнс (англ.  Margaret Ayer Barnes). Фильм рассказывает о красивой женщине Мадлен Дэмиан (Хэди Ламарр), художественном редакторе престижного нью-йоркского журнала, которая разочаровывается в своей работе и многочисленных связях с мужчинами, решая кардинально изменить свою жизнь. Сменив имя, она переезжает в Гринвич-Виллидж, чтобы заняться живописью, где вскоре встречает учёного Дэвида Казинса (Деннис О’Киф), с которым у неё начинаются подлинные любовные отношения. Однако прошлое преследует Мадлен, и вскоре её обвиняют в убийстве одного из её бывших любовников, после чего, Дэвид, узнав, что она скрыла правду о своём прошлом, решает с ней расстаться. Однако в ходе суда Дэвид меняет свое отношение к Мадлен и в итоге находит настоящего убийцу.
Критика сдержанно оценила картину по причине её излишнего мелодраматизма.
Во время работы над фильмом Хэди Ламарр и исполнитель одной из главных ролей Джон Лодер были мужем и женой, однако к концу года они развелись.

## Сюжет
Ночью в Нью-Йорке полицейский патруль замечает стоящий в пустынном месте автомобиль, за рулём которого как будто в трансе сидит красивая молодая женщина Мадлен Дэмиан (Хэди Ламарр). Она не реагирует на обращение к ней полицейского, затем резко срывается с места, разгоняется и на полной скорости врезается в ограждение участка, принадлежащего психотерапевту Ричарду Калебу (Моррис Карновски). Машина разбивается, и Мадлен теряет сознание. Калеб с помощью полицейского относит женщину в свой дом, где психотерапевт после быстрого осмотра говорит, что нет смысла вызывать скорую помощь. Переломов и сотрясений у женщины нет, и он как врач способен позаботиться о пациентке самостоятельно. Когда Мадлен приходит в себя, Калеб проводит с ней психотерапевтический сеанс, напоминая ей, что она красивая, здоровая и успешная женщина, которая многого добилась. Однако ей не хватает смелости взглянуть на свою жизнь со стороны, и она ищет ухода от действительности в беспрерывной серии развлечений. Тем же вечером Калеб отвозит Мадлен на станцию, и при расставании полушутливо просит перед следующей попыткой самоубийства сначала позвонить ему.
На следующий день Мадлен направляется в шикарный манхэттенский небоскрёб, где расположена редакция популярного журнала «Бульвар», в котором она работает главным художником. Главный редактор Виктор Краниш (Пол Кэвэна) и его ассистент Джек Гарет (Уильям Ландигэн) уговаривают её при оформлении очередного номера журнала принять во внимание пожелания богатого рекламодателя, хозяина ювелирной империи Феликса Кортленда (Джон Лодер), Флиртуя одновременно с обоими мужчинами, Мадлен тем не менее настаивает на своём варианте оформления. Вечером Мадлен приезжает в фешенебельный ресторан, где проводит время в компании своего любовника, художника Фредди Фенчера (Арчи Твитчелл), который за столом быстро напивается, пока Мадлен танцует и кокетничает с Гаретом и Кранишем. Затем она направляется домой, в дверях ресторана сталкиваясь с Кортлендом. Так как на улице идёт проливной дождь и такси придётся ждать очень долго, она соглашается на предложение Кортленда подвезти её до дома на своей машине. По дороге он предлагает заехать в его дом, чтобы посмотреть его коллекцию драгоценных камней. Там они выпивают и мило беседуют. Мадлен рассказывает, что её отец был известным художником из Венгрии, и она тоже начинала как художник. Кортленд сообщает, что он холостяк. Потом они целуются, и в итоге Мадлен остаётся у Кортленда на ночь.
На следующий день в своём офисе, обставленном цветами от Кортленда, услышав как её секретарша сплетничает по телефону о её личной жизни, Мадлен немедленно увольняет её. Заметив это, Гарет заходит к Мадлен в кабинет, уговаривая её оставить секретаршу. Затем он упрекает Мадлен в том, что она стала предметом сплетен на работе, так как ради развлечения меняет одного мужчину за другим. Вечером Мадлен бредёт по улицам, размышляя о своей жизни, и о том, что её увлечения страстями довели её до того, что она потеряла желание жить. Она заходит к Калебу, который призывает её быть честной с собой, и тогда её страх пройдёт. Он предлагает Мадлен полностью отказаться от той жизни, которую она считает бессмысленной, и начать жить с чистого листа, воплощая свою мечту стать художником. На следующий день Гарет заходит в кабинет к Мадлен. Он пытается шантажировать её, угрожая рассказать о её отношениях с Кортлендом. Однако Мадлен это не заботит, и она выставляет Гарета из кабинета. Вскоре она увольняется с работы, съезжает со своей шикарной квартиры, переселяется под чужим именем в многоквартирный дом в Гринвич-Виллидж и прекращает посещать светские мероприятия. В своей скромной квартире она пишет картины и не общается ни с кем из прежних знакомых. Кортленд разыскивает Мадлен, выходя на Калеба, однако тот не даёт её адрес, заявляя, что она занята «выращиванием новой души».
Тем временем Мадлен знакомится с соседом по дому, увлечённым учёным-патологом Дэвидом Казинсом (Деннис О’Киф). Дэвид просит Мадлен сделать иллюстрации для его научной работы, и она с радостью соглашается помочь ему без всякой оплаты. Дэвид сообщает, что после завершения этого проекта он скорее всего отправиться в Орегон, где будет работать врачом. Совместная работа их быстро сближает, и вскоре взаимная симпатия перерастает в любовь. Дэвид делает Мадлен предложение, однако она не решается принять его, так как боится, что её прошлое может оттолкнуть его. Однажды они вместе возвращаются домой, и перед дверью её квартиры обнимают и целуют друг друга, при этом Мадлен говорит, что любит Дэвида. Однако когда она уже одна заходит в свою квартиру, там её ожидает Кортленд. Он рассчитывает на продолжение их отношений, однако Мадлен просит его уйти. Кортленд силой притягивает и целует её, после чего уходит. Мадлен обращается за консультацией к Калебу, который полагает, что она ещё не окончательно избавилась от своего прошлого, и потому советует ей до того, как принять предложение Дэвида, рассказать ему всё о себе. По словам психотерапевта, хотя это и рискованно, но это единственный путь к последующей счастливой жизни. После того, как руководство факультета высоко оценивает научную работу Дэвида, его приглашают с докладом на профессиональный симпозиум в Чикаго, где он должен будет провести несколько дней. Дэвид предлагает Мадлен устроить свадьбу сразу после его возвращения. Она даёт понять Дэвиду, что он не знает её настоящую, а любит лишь созданную им иллюзию, однако он не обращает внимания на эти слова. Мадлен провожает Дэвида в аэропорту, где встречает Кортленда и Гарета, которого выгнали из журнала, и теперь он работает на ювелира.
На следующий день Мадлен звонит из журнала её бывшая коллега Этель Ройс (Натали Шафер) с просьбой помочь ей с проектом, который начинала Мадлен. Они договариваются о встрече в дорогом ресторане, где вскоре появляется Краниш. Как выясняется, это он попросил Этель выманить Мадлен на разговор, чтобы уговорить её вернуться. Затем в ресторан заходит Гарет, которого, как говорит Краниш, он выгнал за неумение работать и тягу к лёгкой жизни. Увидев Мадлен, Гарет звонит домой Кортленду, чтобы сообщить ему об этом. Однако Кортленд в тот момент только что обнаружил пропажу дорогого драгоценного камня из своего сейфа. Он обвиняет в краже Гарета, так как только он знает о сейфе и только в его распоряжении некоторое время были ключи. Гарет просит разрешения приехать и объясниться, однако ювелир отвечает, что этим делом займётся полиция, после чего уезжает в ресторан. Прилично напившись в компании Этель и Краниша, Мадлен выходит из ресторана, где вновь идёт проливной дождь, и вновь подъехавший Кортленд предлагает подвезти её до дома. Мадлен соглашается и по дороге засыпает, не замечая, что Кортленд привозит её к себе домой. Они продолжают выпивать и разговаривать, при этом Кортленд настойчиво уговаривает её вернуться к нему. Расслабившаяся Мадлен уже готова уступить ювелиру и поцеловаться с ним. Однако в этот момент раздаётся звонок, и Кортленд уходит, чтобы открыть дверь. Услышав громкий разговор в прихожей, Мадлен быстро трезвеет, собирает свои вещи и убегает из дома через другой вход прямо в дождь. Как выясняется, к Кортледу пришёл взволнованный Гарет, который сознаётся, что взял камень, так как не имел другой возможности оплатить свои долги. Он обещает через некоторое время всё вернуть, однако Кортленд не верит ему, после чего Гарет набрасывается на своего босса. Кортленд отталкивает его и берёт трубку, чтобы позвонить в полицию, однако в этот момент Гарет хватает тяжёлую настольную зажигалку и со всей силы бьёт ей Кортленда по голове, убивая на месте.
На следующее утро возвращается Дэвид, доклад которого имел большой успех, и ему предложили возглавить собственную лабораторию в Калифорнии. В этот момент в доме появляются детективы, которые арестовывают Мадлен по подозрению в убийстве, так как она была последней, кого вчера видели с Кортлендом. Детективы подозревают, что у Мадлен была с ним длительная связь, так у него нашли ключ от её квартиры, и есть свидетели, которые видели, как он сюда приезжал. Мадлен пытается возражать, что никого не убивала, что у неё не было никакой связи с Кортлендом, и вчера она оказалась в его доме случайно, однако её увозят в участок. Перед уходом она объясняется с Дэвидом, говоря, что боялась рассказать ему о своём прошлом, что у неё не было ничего с Кортлендом, и что она всегда будет любить только его. Однако разозлённый Дэвид обвиняет её в обмане и просит оставить его.
В суде подавленная Мадлен, которую обвиняют в предумышленном убийстве, фактически отказывается от защиты, запрещая своему адвокату вести допрос свидетелей и оспаривать доводы прокурора. Калеб, который понимает, что дело идёт к проигрышу, уговаривает Дэвида, который по-прежнему любит Мадлен, немедленно поговорить с ней. После того, как Дэвид заявляет в суде о том, что любил Мадлен раньше и любит её сейчас, она вновь обретает желание жить и соглашается дать показания. Она рассказывает, что когда она была у Кортленда в ночь убийства, кто-то пришёл к нему, и, возможно, это был грабитель, который охотился за драгоценностями, хранившимися в сейфе ювелира. Так как при изначальном обыске никакого сейфа в доме Кортленда обнаружено не было, судья объявляет перерыв, чтобы полиция могла ещё раз осмотреть дом в поисках сейфа. На следующий день участники процесса приезжают в дом убитого, и, в конце концов, сейф находят. Однако так как в нём обнаружена золотая цепочка, следствие исключает версию о грабителе, после чего все расходятся, оставляя Дэвида в кабинете наедине с Гаретом. Дэвид говорит, что понял, что Гарет знал о сейфе и как его открывать, однако скрыл это от следствия. И так как Гарет был единственным, кто знал о сейфе, вполне вероятно, что он незаметно ограбил его, убив при этом Кортленда. Когда Дэвид предлагает позвонить в полицию и сверить отпечатки Гарета с отпечатками на сейфе, тот достаёт револьвер. Однако Дэвид набрасывается на Гарета, после чего начинается драка, в ходе которой Дэвид завладевает оружием. После этого Гарет быстро во всём сознаётся, и Мадлен выпускают на свободу. Полагая, что она не достойна Дэвида, Мадлен отправляется в аэропорт, чтобы начать жизнь заново в другом городе. Однако с помощью Калеба Дэвид догоняет её, и прямо около самолёта Дэвид и Мадлен целуют друг друга.

## В ролях
- Хэди Ламарр — Мадлен Дамьен
- Деннис О'Киф — доктор Дэвид Казинс
- Джон Лодер — Феликс Кортленд
- Уильям Ландигэн — Джек Гарет
- Моррис Карновски — доктор Ричард Калеб
- Натали Шафер — Этель Ройс
- Пол Кэвэна — Виктор Карниш
- Дуглас Дамбрилл — окружной прокурор О’Брайен
- Маргарет Хэмилтон — миссис Гейгер

## Создатели фильма и исполнители главных ролей
Среди 60 картин британского режиссёра Роберта Стивенсона, которые он поставил в период 1928—1976 годов, такие фильмы нуар, как «До края земли» (1948), «Женщина на пирсе 13» (1949), «Иди тихо, незнакомец» (1950) и «История в Лас-Вегасе» (1952). В 1965 году Стивенсон был номинирован на «Оскар» за фильм «Мери Поппинс» (1964).
За свою карьеру, охватившую период с 1939 по 1958 год, Хэди Ламарр сыграла в 33 фильмах, среди них фильмы нуар «Перекрёсток» (1942), «Рискованный эксперимент» (1944), «Странная женщина» (1946), «Леди без паспорта» (1950) и «Самка» (1958).
Деннис О’Киф известен главными ролями в таких фильмах нуар, как «Агенты казначейства» (1947), «Грязная сделка» (1948), «Идти преступным путём» (1948), «Брошенная» (1949), «Женщина в бегах» (1950) и «Чикагский синдикат» (1955).
Британский актёр Джон Лодер известен по фильму Хичкока «Саботаж» (1936) и фильму ужасов «Человек, изменивший свой разум» (1936), мелодраме «Верная подруга» (1943), фильмам нуар «Косматая обезьяна» (1944), «Брайтонский душитель» (1945) и «Ревность» (1945).
На момент создания фильма Ламарр и Лодер были мужем и женой, однако ещё до конца года они развелись.

## История создания фильма
Фильм поставлен по одноимённой пьесе 1930 года, которую написали Эдвард Шелдон и Маргарет Айер Барнес. Пьеса, в свою очередь, была вдохновлена реальным процессом 1857 года, в котором 21-летняя Мадлен Смит из Глазго обвинялась в отравлении своего возлюбленного Пьера Эмиля Ланжелье, однако была оправдана. По мотивам этого же дела (но на основе других литературных источников) были созданы фильм «Летти Линтон» (1932), а также британская картина «Мадлен» (1949), которую поставил Дэвид Лин.
После появления информации о планах производства фильма в начале июля 1942 года «Голливуд Репортер» сообщил, что Грета Гарбо и Бетти Дэвис проявили интерес к исполнению главной роли в фильме. 14 марта 1944 года «Голливуд Репортер» сообщил, что Хэди Ламарр купила права на историю Пола Шиллера под названием «Мадлен», однако не известно, была ли какая-либо часть этой истории использована в «Обесчещенной женщине».
В марте 1944 года продюсер Хант Стромберг объявил, что производство картины будет начато в середине мая 1944 года. Режиссёром был назначен Андре Де Тот, который уже начал работу над проектом сценария. В июле 1944 года в качестве исполнителей главных ролей были объявлены Педро Армендарис и Бетти Колдвелл. Хотя Стромберг намеревался начать работу над картиной не позднее января 1945 года, проблемы с Администрацией производственного кодекса (РСА) вынудили отложить начало производства до мая 1946 года.
Согласно меморандуму директора PCA Джозефа И. Брина Стрёмбергу от 28 июля 1944 года, главная героиня в изначальном варианте сценария фильма была, по словам Брина, «девушкой вопиюще распущенного сексуального поведения», у которой были романы в Нью-Йорке, а также в Мехико с танцором, а позднее она влюбляется в солдата. В итоге Брин посчитал неприемлемым проект сценария, который представил сценарист Бен Хехт. По требованию Брина история была изменена таким образом, чтобы в фильме прозвучало осуждение аморальной жизни героини. В начале июня 1945 года Стромберг направил Брину исправленный вариант сценарной разработки, из которого был удалён акт умышленного убийства и Мадлен не переживала триумф в конце фильма. В новом варианте говорилось: «Мадлен рвёт свои отношения с Морено (мексиканский танцор, который позднее был выброшен из сценария и переродился в Кортленда), но он одолевает её, и между ними происходит ночь грязной страсти. Позднее она просыпается униженной, и после того, как Кортленд унизительно отзывается о её любви к Дэвиду, она стреляет в него — или думает, что стреляет — и уходит домой как в тумане. Позднее она сознаётся во всём судье, не заботясь о самосохранении, но её отец расследует дело и устанавливает, что она невиновна. Она собирается выйти замуж за Дэвида, но в решающий момент она не может решиться на это».
PCA однако посчитал, что два романа в фильме — один в Мехико и один в Нью-Йорке — может «перегрузить» картину, а также возражал против «ночи грязной страсти». В меморандуме от 25 апреля 1946 года, который Брин направил Стромбергу, утверждалось, что, несмотря на внесённые изменения, сценарий был неприемлем из-за «наличия в нём беспричинного секса и намёков на сомнительные семейные тайны Мадлен». В итоге, в окончательной версии, ссылки на родителей Мадлен были опущены полностью. Персонаж Морено и роман в Мехико были полностью вырезаны, и «ночь грязной страсти» не была показана. Все предположения о том, что Мадлен была убийцей или хотя бы замышляла убийство, были также удалены из фильма. В финальном варианте фильма Мадлен уезжает в надежде, что придёт время, когда Дэвид и она смогут быть вместе. Воссоединение в финале фильма было добавлено позже. В итоге сценарист фильма Хехт отказался от любых упоминаний в титрах.
Как написал кинообозреватель «Нью-Йорк таймс» Босли Краузер, получилась «не та же самая история, которая в 1930 году шла на бродвейской сцене с участием Кэтрин Корнелл. Это довольно сильная ревизия, которую сочинил Эдмунд Х. Нортом, по-видимому, под влиянием старого сценария Нормы Толмедж».

## Оценка фильма критикой
Как написал кинообозреватель «Нью-Йорк таймс» Босли Краузер, надо «честно и открыто признавать, уже через пять минут после начала фильма становится ясно», что это будет история о «красивой женщине, которой безразлично, что с ней произойдёт». И надо честно признать, что «после некоторого просмотра наше мнение осталось неизменным». По мнению критика, «дело не столько в том, что наша леди — это немного невротическая зануда. Таковы многие из наших лучших героинь в сегодняшних фильмах. И поскольку обесчещенную женщину играет Хэди Ламарр, которая появляется в каждой сцене в новом наряде, за ней не так уж неприятно наблюдать. Но, ей-богу, та драма, через которую пришлось пройти этой бедняге, достойна мыльной оперы для тети Дженни». Как далее пишет Краузер, «а проводят зрителя через эту мелодраматический вздор помимо Ламарр, также Джон Лодер, Деннис О’Киф, Уильям Ландиган и ещё полдюжины несчастных. Все они улыбаются на камеру и делают другие вещи, которые им поручает режиссёр Роберт Стивенсон, но похоже, все они понимают, что обманывают зрителей ничуть не больше, чем самих себя».
Современный критик Леонард Молтин охарактеризовал картину как «приличную драму о красивой, но невротичной женщине, которая уходит с престижной работы и меняет свою натуру».